# El Tuerto de Pirón

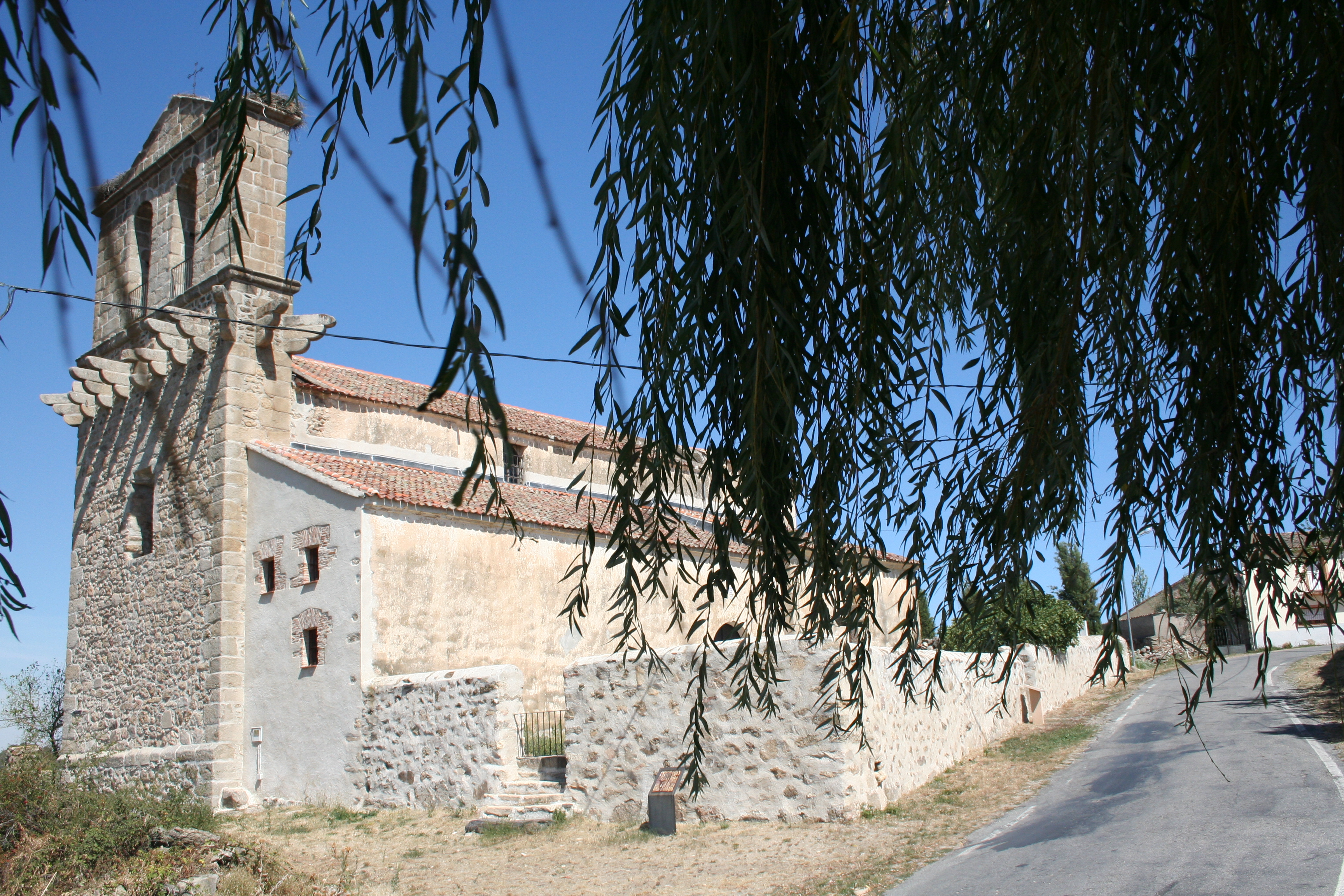
Església de Sant Domingo de Pirón, en què va ser batejat el 6 de juny de 1846, va ser atracada per ell

Fernando Delgado Sanz, més conegut com El Tuerto de Pirón o Tuerto Pirón (Santo Domingo de Pirón, Segòvia 30 de maig de 1846 - València 5 de juliol de 1914), va ser un bandoler segovià molt temut en la seva època que amb el temps va guanyar fama de bondadós, anomenat així per tenir des de nen un núvol a l'ull que cobria amb un pegat. Va actuar principalment a la serra de Guadarrama i les conca dels rius Pirón i Lozoya.
La seva vida després de mort va ser fantasiada i en un breu període ja va formar part dels mites populars i les seves aventures són cantades de poble en poble. Se'l considera des de la seva mort l'últim bandoler de la Serra de Guadarrama.